# Бієла (Хорватія)
45°33′ пн. ш. 17°18′ сх. д. / 45.55° пн. ш. 17.30° сх. д.
Бієла (хорв. Bijela) — населений пункт у Хорватії, у Б'єловарсько-Білогорській жупанії у складі громади Сірач.

## Населення
Населення за даними перепису 2011 року становило 53 осіб.
Динаміка чисельності населення поселення: